# Axonopus caulescens
Axonopus caulescens är en gräsart som först beskrevs av Carl Christian Mez, och fick sitt nu gällande namn av Johannes Jan Theodoor Henrard. Axonopus caulescens ingår i släktet Axonopus och familjen gräs. Inga underarter finns listade i Catalogue of Life.